# 刘坚夫
刘坚夫（1918年—2018年6月8日），男，山西灵丘人，中华人民共和国政治人物，曾任北京市公安局局长，北京市革命委员会副主任，北京市人民政府副市长。